# Distretto urbano di Handeni
Il distretto urbano di Handeni è un distretto della Tanzania situato nella regione di Tanga. È suddiviso in 11 circoscrizioni (wards) e conta una popolazione di 108 968 abitanti (censimento 2022).

## Suddivisione amministrativa
Il distretto è diviso nelle seguenti circoscrizioni (wards), tra parentesi gli abitanti (censimento 2022):
Elenco delle circoscrizioni: 
1. Chanika (14 985)
2. Kideleko (6 037)
3. Konje (4 539)
4. Kwamagome
5. Kwediyamba (5 182)
6. Kwenjugo (11 071)
7. Mabanda (10 207)
8. Malezi (10 238)
9. Mdoe (11 115)
10. Mlimani (7 635)
11. Msasa (5 258)
12. Vibaoni (7 563)